# 史密斯 (內華達州)
史密斯（英語：Smith）是位於美國內華達州萊昂縣的非建制地區。

## 歷史
史密斯的郵局自1892年營運至今。

## 地理
史密斯所處的海拔為高於海平面1453米（即4767英呎），而該地所採用的時區為UTC-8，即太平洋时区（PST）。同時該地設有夏令時間，為UTC-8調快一小時，即UTC-7（PDT）。